# Faustendorf
Faustendorf ist ein Gemeindeteil der Gemeinde Arnschwang im Oberpfälzer Landkreis Cham in Bayern.

## Geographie
Das Dorf liegt südwestlich des Kernortes Arnschwang. Die Kreisstraße CHA 5 und die Bundesstraße 20 verlaufen nordwestlich.

## Baudenkmäler
In der Liste der Baudenkmäler in Arnschwang ist für Faustendorf ein Baudenkmal aufgeführt:
- die Dorfkapelle St. Margareta